# Este (Italia)
Este (Este in veneto) è un comune italiano di 15 990 abitanti della provincia di Padova in Veneto, situato a meridione dei Colli Euganei, in posizione sud-ovest rispetto al capoluogo.
I Colli Euganei offrono alla città una parziale protezione dalle correnti fredde da nord-est.

## Geografia fisica
Il comune di Este, situato sul versante meridionale dei Colli Euganei, dista 32 km da Padova e 24 da Rovigo.

## Origini del nome
Il nome di Este (dal latino Ateste) è collegato con quello del fiume Adige (Athesis in latino e greco), che lambiva la città fino al 589 d.C., ai tempi della disastrosa rotta della Cucca.

## Storia

### Antichità
La città di Este (Ateste) è abitata da tempi molto antichi: già nell'età del ferro, infatti, era il principale insediamento degli antichi Veneti o Paleoveneti, i quali svilupparono la città, facendo fiorire l'economia grazie agli scambi con le civiltà limitrofe, ma anche con i Greci e i Romani.
In seguito, nel III-II secolo a.C., Este fu riconosciuta colonia romana, mentre il Veneto divenne alleato di Roma. Reperti di questi periodi sono conservati nel Museo Nazionale Atestino. Nell'89 a.C., con la lex Pompeia, venne concesso il diritto latino; nel 49 a.C., all'inizio della guerra civile tra Pompeo e Cesare, quest'ultimo, per ottenere l'appoggio della popolazione, concesse il diritto romano a tutta la Gallia Cisalpina, di cui era stato proconsole tra il 58 e il 49. Con la morte di Cesare, vi furono anni di guerra civile. In seguito alla battaglia di Azio, Augusto affida ai soldati della V e XI legione i territori dell'agro di Este (formato dai territori di Galzignano, Teolo, Lonigo, Noventa Vicentina, Trecenta, Pernumia, Monselice, e Cinto Euganeo).
In seguito alle invasioni barbariche e alla caduta dell'Impero romano d'Occidente, Este si spopolò, riducendosi a villaggio rurale: secondo alcuni, ciò accadde a causa dell'opposizione ad Attila, poiché quest'ultimo era solito distruggere ogni città che gli si mostrava ostile.
Este cadde quindi sotto la mano degli Unni e successivamente sotto quella degli Ostrogoti, che decretarono la fine dell'Impero romano.

### Medioevo - Rinascimento
che l'aquila d'argento incoronata

portar solea nel bel campo celeste:

or d'uno struzzo bianco è figurata,

Stemma nobiliare della casata Este dal 1239

impresa del tiranno e di sue gesta»
(Dal poema eroicomico La secchia rapita (1622) di Alessandro Tassoni, canto VIII, ottava 16)
All'inizio dell'Alto Medioevo, Este era inclusa nel regno degli Ostrogoti (secc. V-VI d.C.). In seguito il villaggio fu annesso all'Impero bizantino, il quale detenne il potere sui territori veneti soltanto per pochi decenni, poiché già alla fine del VI secolo fu soppiantato in loco dai Longobardi; tale popolazione istituì un regno che sopravvisse per due secoli, e fu infine sconfitto dal Sacro Romano Impero di Carlo Magno.
Tra il IX e il X secolo la casata dei Marchesi Adalberti di Toscana, da cui originò quella degli Obertenghi, conquistò un vasto territorio a nord dell'Adige e infine si impossessò del vasto agro controllato da Este, acquisendone presto il nome (casa d'Este o casata degli Estensi) e contribuendo alla sua rinascita: dopo il XI secolo la città si ripopolò attorno al castello fatto costruire dal marchese Alberto Azzo II d'Este nel 1056 circa e che vi trasferì la sua residenza nel 1073. 
Anche Este fu una delle località interessate dalle travagliate vicende umane e storiche che si svolsero in Veneto tra l'XI e il XIII secolo. Dapprima essa divenne una delle numerose proprietà dei vari componenti della famiglia degli Ezzelini, tra cui il più celebre fu Ezzelino III da Romano; proprietà che furono certosinamente accertate, censite e documentate dopo la loro definitiva sconfitta avvenuta nel 1259, per mano di Azzo VII d'Este, nella battaglia di Cassano d'Adda.
Ezzelino III da Romano, alleato di Federico II di Svevia, conquistò per ben due volte Este (1238 e 1249), e nel farlo danneggiò fortemente il castello marchionale; la famiglia d'Este frattanto aveva trasferito la sua residenza a Ferrara (1239), città che sarebbe divenuta la loro nuova capitale.
Dopo la morte di Ezzelino, in un panorama regionale che vedeva contrapposti Scaligeri, Carraresi e Visconti, apparve sulla scena atestina Cangrande della Scala (sempre ghibellino), il quale distrusse il castello nel 1317.
Nel 1339, Ubertino da Carrara, signore di Padova, fece ricostruire il castello così com'è tuttora. 
Nel 1405 la città si sottomise spontaneamente alla Repubblica veneziana per sfuggire al controllo dei padovani e agli scontri di questi con i veronesi. Sotto il dominio veneziano conobbe un periodo di grande prosperità, fiorendo nell'ambito dell'economia, della cultura e dell'arte, in un processo che venne interrotto solo dalla peste del 1630.

### XVIII-XIX secolo
Sotto il dominio veneziano (1405-1797), Este divenne un insediamento prospero. In seguito la Repubblica veneta venne conquistata da Napoleone Bonaparte, che cedette tutti i suoi territori all'Impero asburgico: anche la cittadina euganea, dunque, entrò a far parte del Regno Lombardo-Veneto. Tra il Settecento e l'Ottocento, molti poeti fecero visita alla città atestina: tra loro spiccano i nomi di George Byron, Percy Shelley e Ugo Foscolo.
Dal 1850 al 1853 fu sede di una commissione militare austriaca, avente lo scopo di debellare il brigantaggio diffusosi nel territorio dopo i moti del 1848-49.
Nell'Ottocento, Este diede i natali a una delle figure più importanti dell'intransigentismo cattolico, monsignor Pietro Balan (1840-1893), il quale (seppur di umili origini) divenne storico e giornalista, autore di innumerevoli opere che gli conquistarono una fama europea. Nel 1866 Este, con il Veneto, fu annessa al Regno d'Italia.
Dopo l'annessione, qui come in tutta la regione crebbe considerevolmente l'emigrazione.

### Storia contemporanea
Durante la seconda guerra mondiale, Este ospitò le truppe tedesche, le quali si scontrarono contro i partigiani e le truppe degli Alleati.
Vennero deportati dalla cittadina persone di religione ebraica.
Nel 1943 il territorio atestino fece parte della Repubblica Sociale Italiana. Il 28 aprile 1945 vi arrivarono le truppe alleate, che costrinsero alla ritirata le truppe dell'Asse.
Nel 1946 Este divenne parte della neonata Repubblica Italiana.

### Simboli
Lo stemma araldico del Comune è quello definito nel 1829 all'atto della concessione ad Este del titolo di Città ed è stato riconosciuto assieme al gonfalone con decreto del capo del governo del 26 maggio 1936.
(D.C.G. 26 maggio 1936)
Il gonfalone comunale, raffigura una croce latina di rosso in campo giallo e riporta nel quarto superiore sinistro lo stemma araldico del Comune.

## Monumenti e luoghi d'interesse

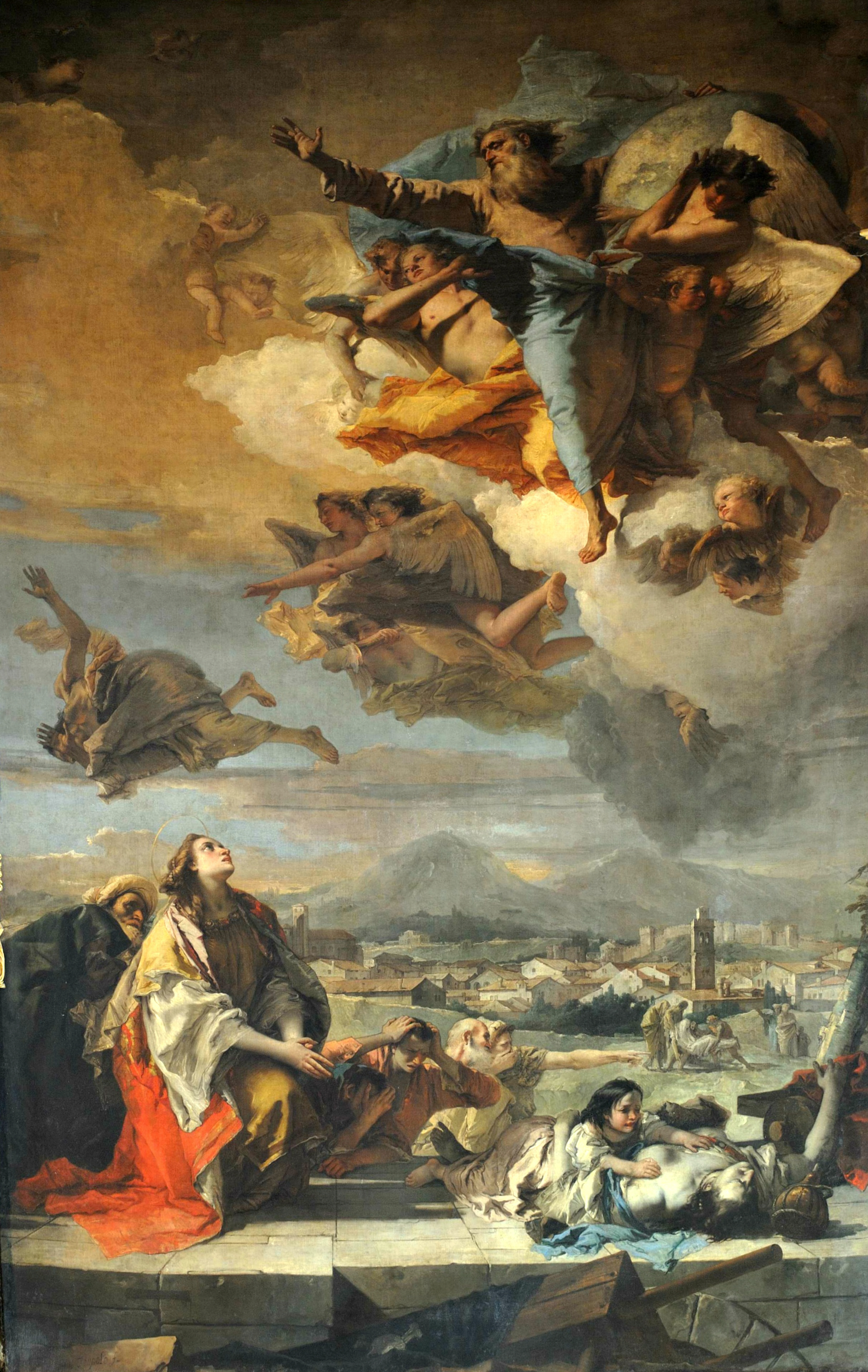
Santa Tecla libera la città di Este dalla peste, Este, Duomo Abbaziale di Santa Tecla

### Architetture religiose
- Duomo Abbaziale di Santa Tecla, nell'omonima piazza, costruito da Antonio Gaspari dopo che la precedente chiesa di origine paleocristiana fu abbattuta dal terremoto del 1688. La facciata è rimasta incompiuta, mentre il campanile fu completato nel 1740 su basamento preesistente dell'VIII secolo. Il tempio ospita un capolavoro di Giambattista Tiepolo, la Pala di Santa Tecla.
- Basilica di Santa Maria delle Grazie. Il Santuario fu edificato per disposizioni testamentarie di Taddeo d'Este, che vi fece porre un'icona bizantina del XV secolo considerata miracolosa. Sopra il primo, modesto edificio quattrocentesco ne fu costruito un secondo nel 1717. L'interno è a croce latina; tra le opere che vi si conservano spicca la tela del Sant'Antonio da Padova con Bambino ed altri Santi dello Zanchi e le statue di San Matteo e San Bartolomeo scolpite da Bernardo Falconi da Bissone. Nel dicembre del 1923 il santuario è stato elevato da papa Pio XI al rango di basilica minore.[13]
- Chiesa di San Martino. Attestata dall'XI secolo è la più antica di Este. L'edificio ha una struttura semplice ed elegante, risalente alla ricostruzione trecentesca e alla successiva ristrutturazione seicentesca. L'interno è a pianta basilicale, a tre navate.

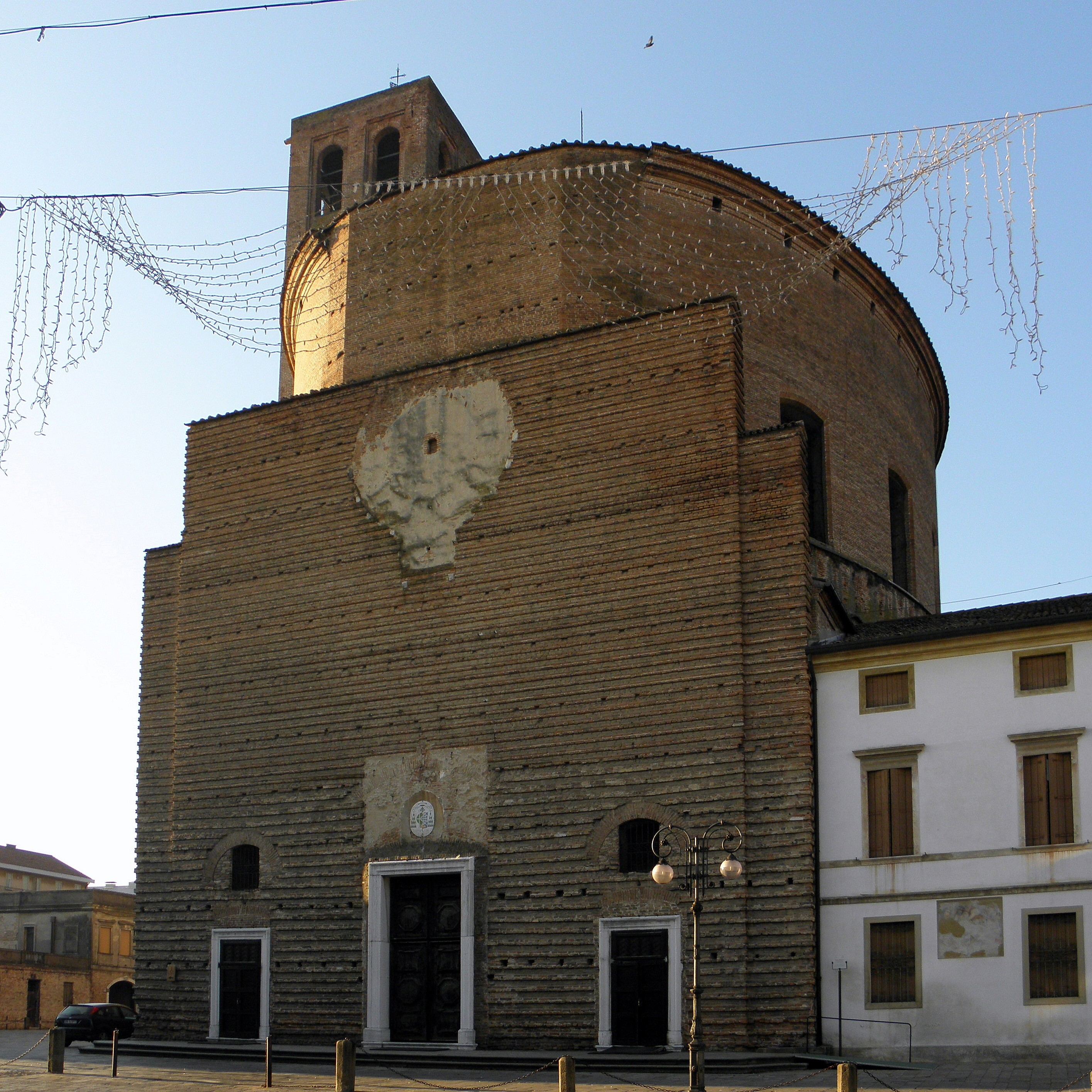
Duomo di Santa Tecla: vista della facciata.

- Duomo di Santa Tecla: vista della facciata.Chiesa di Santa Maria delle Consolazioni, detta "degli Zoccoli". L'edificio, cinquecentesco, è a navata unica. All'interno si ammira un pavimento musivo romano riportato nella cappella della Vergine.
- Chiesa della Beata Vergine della Salute. La costruzione della chiesa ebbe inizio nel 1639 e fu ripresa nel 1640, per un crollo sopraggiunto. È legata ad una serie di circostanze definite miracolose legate al dipinto di una Beata Vergine del Carmine sul muro di cinta del terreno posseduto all'epoca da tale Giovanni Antonio Capovino. Egli lo donò alla Magnifica Comunità di Este per l'erezione di un santuario dedicato alla Beata Vergine dei Miracoli a seguito di questi eventi, e durante la costruzione si pensò di conservare il dipinto, edificando attorno al muro stesso[14]. L'edificio, a pianta ottagonale, presenta una grande ricchezza di decorazioni pittoriche, commissionate a illustri artisti, tra i quali Antonio Zanchi, autore di tre tele di grande spicco: la Presentazione di Maria al tempio, lo Sposalizio della Vergine e l'Annunciazione.
- Chiesa di Santo Stefano. In via santo Stefano sorge questa chiesa già menzionata in una bolla di papa Lucio II del 1144. La chiesa ha un impianto di tipo romanico, databile al X o XI secolo. Era annessa all'omonimo convento soppresso nel 1656. Il presbiterio e il coro sono stati aggiunti in epoche diverse.
- Chiesa di San Rocco. Eretta nel 1480 fu restaurata nel 1524 e nel 1571. L'abside fu affrescata dal Campagnola. Il campanile con cupola a cipolla risale al 1751. L'edificio ha subito diversi interventi nel corso degli anni. Attualmente ospita mostre d'arte. All'esterno, sul lato sinistro, si trova murata un'antica iscrizione latina ritenuta l'epitaffio del poeta e storico Geronimo Atestino, vissuto fra il Quattro e Cinquecento, per la propria sepoltura.
- Chiesa della Madonna del Carmine. Costruita fra il 1602 e il 1603 fu officiata dai carmelitani. La facciata in stile barocco è ornata di statue. L'interno presenta un soffitto a cassettoni con tre altari. Ha subito di recente un restauro esterno che ha riportato allo splendore originale la facciata.
- Complesso monumentale di San Francesco. Comprende diversi edifici adibiti ad uso civile (Istituto Istruzione Superiore Atestino): il convento francescano (XVII secolo, ma fondato nel XIII secolo), la ex chiesa di San Francesco (rinnovata nel XVIII secolo), l'oratorio dello Spirito Santo (XVII secolo) e l'oratorio della Confraternita dei Battuti (XV-XVIII secolo)

### Architetture militari

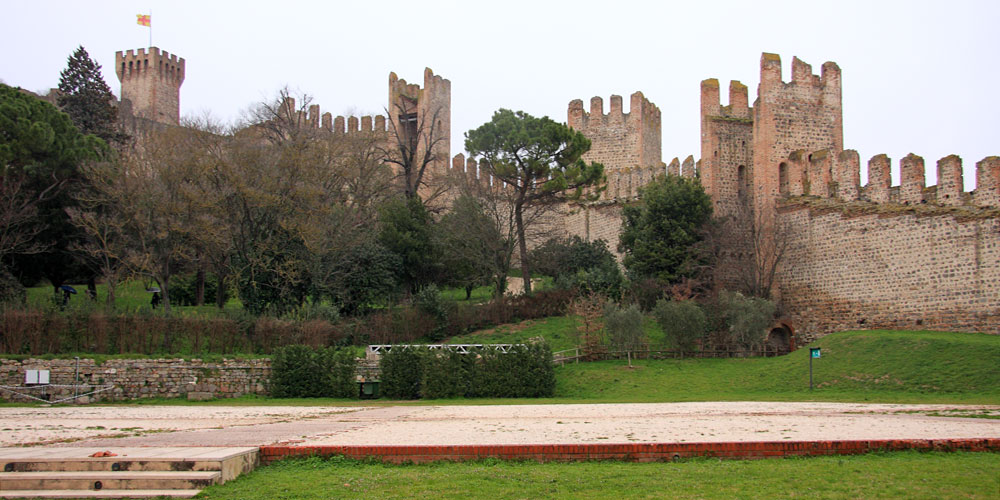
Le mura del castello

- Castello Carrarese, principale monumento cittadino costruito attorno al 1339 sulle rovine della fortezza estense. In cima al colle si trova il mastio, da cui partono le mura, fino a formare un poligono contornato a intervalli regolari da torri e dal restaurato castelletto del Soccorso. L'interno del castello è adibito a giardino pubblico.

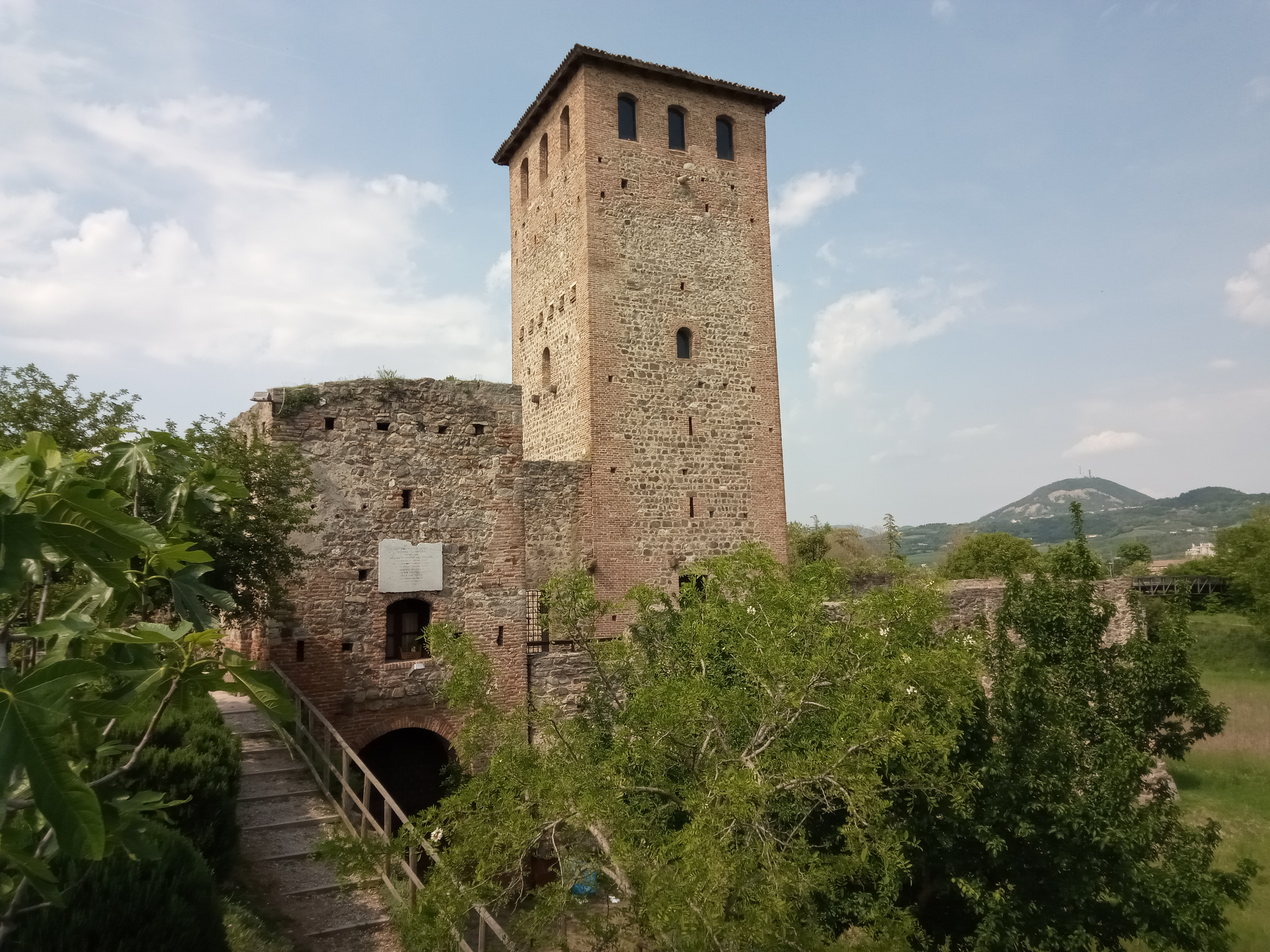
Rocca di Ponte di Torre

- Rocca di Ponte di Torre. La rocca è ciò che rimane dei forti staccati che, oltre al castello e alle mura turrite, difendevano Este già dai tempi precedenti all'epoca carrarese. Strutturalmente, è composta di una cinta di mura e di una torre quadrata, alta 24 metri.

### Architetture civili
- Palazzo del Municipio. Affacciato sulla piazza Maggiore, il palazzo è un elegante edificio loggiato risalente al XVII secolo, di recente restaurato. La balconata sopra il portico è un'aggiunta settecentesca.
- Palazzo degli Scaligeri. Sul lato sud della piazza, in seguito fu chiamato Baldi - Valier,  sede della Società Gabinetto di Lettura fondata nel 1846. Questa costruzione di origine trecentesca ospita oggi una biblioteca con settantamila volumi e una sezione speciale chiamata  Raccolta Estense con documenti, libri e opuscoli attinenti Este e la Bassa Padovana.
- Torre Civica della Porta Vecchia. La torre attuale è databile alla fine del XVII secolo e sorge sul luogo della precedente porta, andata distrutta. Vi era collocato un orologio, come è attestato dalla distribuzione dei vani all'interno. A otto metri di altezza si trova, infatti, un primo locale contenente due blocchi di trachite, un tempo usati come contrappesi per l'orologio; a dodici metri è collocato l'antico locale "delle aste e dei giunti". Infine, ad un'altezza di venti metri circa, troviamo la cella campanaria, che contiene la struttura di sostegno della campana bronzea fusa nel 1637.
- Palazzo Pelà. Tra via Settabile e via Consolazioni sorge questo maestoso palazzo, unico esempio in stile liberty della città. Fu fatto costruire agli inizi del Novecento da Antonio Pelà. All'interno le stanze del piano nobile sono decorate con stucchi ricoperti di foglia d'oro e un giardino pensile con un bel frontone adornato con motivi floreali si apre in via Settabile.
- Villa Mocenigo, sede del Museo nazionale atestino. Addossata alla cinta muraria fu costruita attorno al 1570 e successivamente distrutta da un incendio nel '700. L'edificio attuale ospita il Museo nazionale atestino, suddiviso in varie sezioni tematiche: al primo piano troviamo quella protostorica, che conserva le testimonianze dell'epoca paleoveneta, seguita al pianterreno dalla sezione romana e da una sala dedicata all'epoca medievale e moderna, dove si può ammirare una pregevole Madonna col Bambino (1504) su tavola di Cima da Conegliano proveniente dalla chiesa degli "Zoccoli".
- Palazzo del Principe (Villa Contarini). La costruzione sorge sul colle e fu fatta costruire dai Contarini su progetto di Vincenzo Scamozzi, che la volle a pianta centrale, con sala a croce greca. Deve il nome a un episodio della sua storia: qui infatti Alvise Contarini, durante un soggiorno in villeggiatura, ricevette la comunicazione dell'elezione a doge.[15] Sorge lungo l'omonima strada (via Palazzo del Principe) e sovrasta la città di Este dalla cima del colle. L'edificio è strutturato in due parti, l'una di forma quadrata con pianta a croce greca e l'altra, addossata alla precedente, di forma rettangolare.[16]

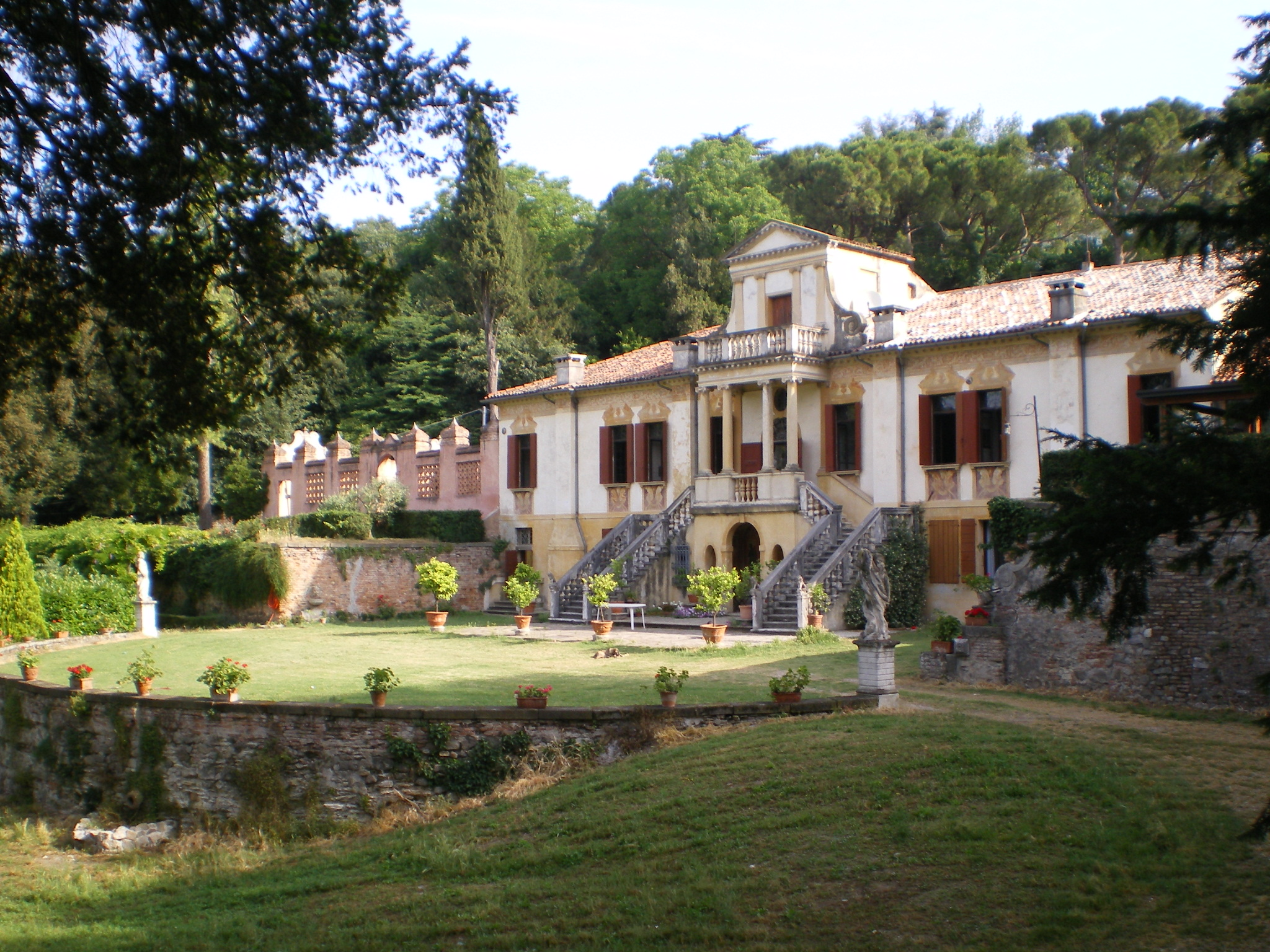
Vigna Contarena

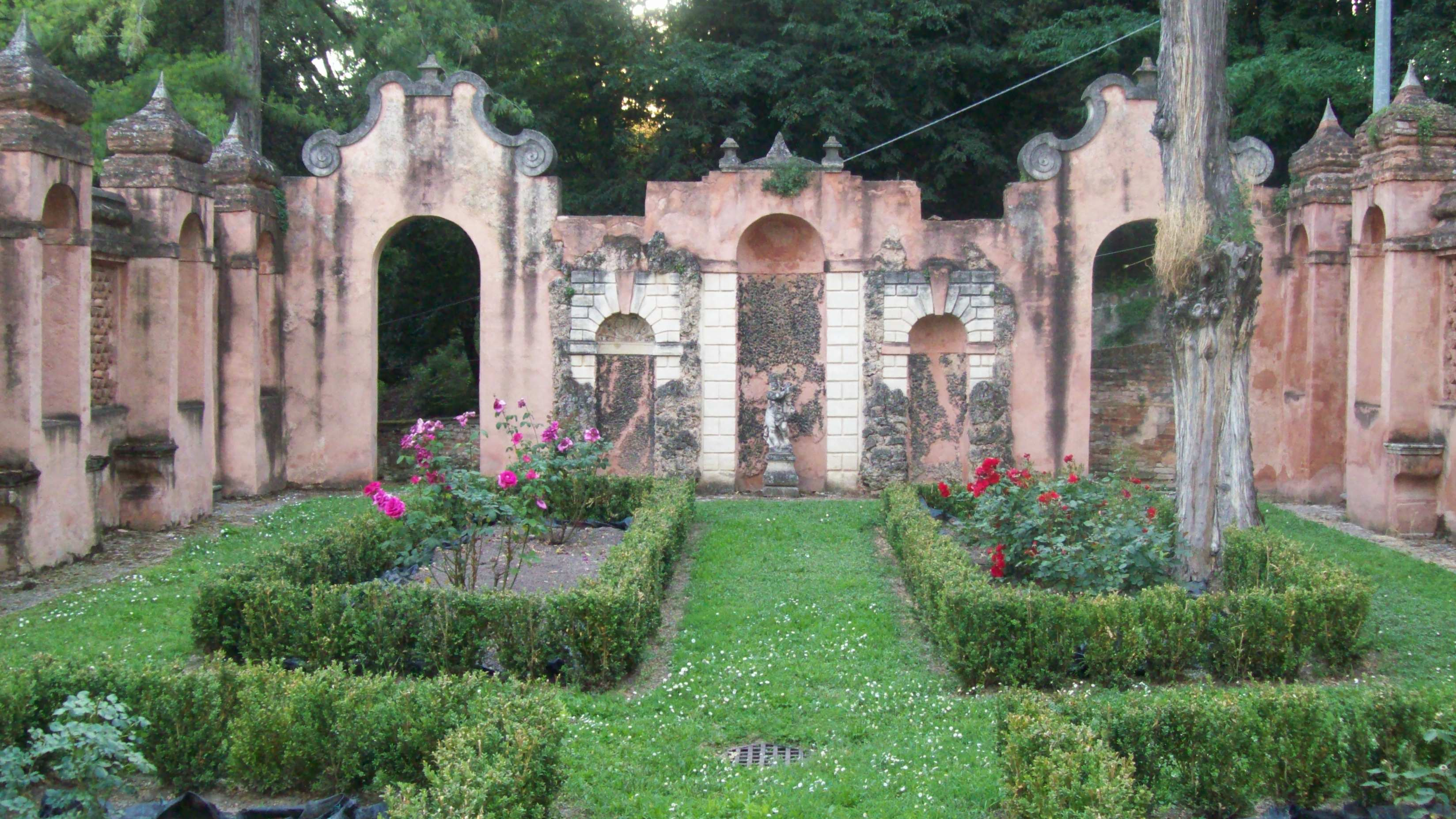
L'orto segreto

- Palazzo del Principe, risalente al periodo delle ville venete, non è visitabile.
- Villa Contarini degli Scrigni detta "Vigna Contarena". Posizionata a ridosso delle mura del castello, là dove il declivio del colle va a confondersi con la pianura, la Vigna Contarena si staglia fra gli alberi secolari del parco ben nascosta dall'esterno. Il nome "Vigna Contarena" pare sia dovuto al fatto che, in origine, la villa era dotata di un parco ricco di alberi da frutta e viti. La posizione infatti, sulle primissime pendici meridionali dei colli Euganei, costituisce l'ambiente ideale per questo tipo di coltivazioni. La villa è di notevole interesse storico dato che, tra gli artisti che vi hanno lavorato, spiccano lo Scamozzi e i nomi di Pietro Ricchi, artisti della scuola di Giulio Romano, Sebastiano Ricci (sala delle Feste) e Battista Franco detto il "Semolei" (sala dei Fauni). Il piano nobile ha tutte le stanze che danno sulla facciata, a mezzogiorno, per poter fruire il più possibile del calore solare, anche ad autunno avanzato. A tergo delle stanze, la lunga galleria che le disobbliga e che fungeva da salone da ballo, quando numerosi arrivavano gli ospiti per partecipare alle gioiose feste della vendemmia, alle cacce a cavallo e alle escursioni sui colli. Dalla testata ovest del salone si accede a un interessante angolo di giardino chiuso da un'alta mura fatta di elementi di cotto traforato, quasi una grata, costituendo un insieme di ispirazione moresca. Voluto nel 1700 da Marco Contarini al suo ritorno dall'Oriente, è conosciuto come "Orto segreto", elemento originalissimo della villa e raro esempio di connubio tra giardino all'italiana e giardino persiano. Nel parco della villa si trova la tomba del diplomatico prussiano Christian von Haugwitz, ministro degli esteri del Re di Prussia durante le guerre napoleoniche, rappresentante del Regno di Prussia al Trattato di Schönbrunn e, in seguito, proprietario di Vigna Contarena. Dal 1964 la Vigna Contarena è sottoposta a regime di vincolo dalla Soprintendenza alle Belle Arti, in quanto costruzione di particolare pregio storico e artistico. Vigna Contarena fa parte dell'Associazione Ville Venete[17] e può essere visitata, su appuntamento.
- Barchessa di Vigna Contarena. L'edificio, immerso nel parco di Vigna Contarena e confinante con le mura del Castello Carrarese, è visibile da via dei Cappuccini, la pittoresca stradina così denominata dal convento che si trovava alla fine della salita, in corrispondenza dell'attuale villa Byron. L'edificio, di pianta rettangolare, si fonde perfettamente con l'ombroso parco circostante, in leggero declivio verso l'accesso principale. La Barchessa non è collegata al corpo della villa, come spesso accade nelle ville venete, non solo per la particolare morfologia del terreno ma anche perché Vigna Contarena non fu mai legata ad attività agricole che necessitavano di grandi spazi coperti, essendo la villa destinata a feste e banchetti e a residenza dei Contarini degli Scrigni ad Este. La Barchessa appare come un elegante edificio posto a sud-est dell'edificio principale, verso la via dei Cappuccini. È molto grande e, dovendo ospitare carrozze, cavalli e, probabilmente, una cantina, ha circa le dimensioni di un'altra villa. L'edificio presenta due uguali corpi di fabbrica, uniti al centro da un loggiato con due colonne giganti di ordine dorico. All'interno del porticato si nota la data MDCCLXXX, data che, come si vedrà nell'analisi storica, conferma la datazione dell'edificio che è di puro stile neoclassico. Ciò è rivelato, oltre che dall'impianto simmetrico della pianta, dagli elementi decorativi del fregio che corre lungo tutta la facciata: triglifi intervallati a metope; sopra ciascuna delle due porte principali c'è una targa con in rilievo un festone riccamente decorato. Le aperture della facciata appaiono simmetricamente organizzate rispetto al loggiato e presentano la struttura in pietra di Nanto finemente lavorata. La facciata principale appare delimitata agli estremi da due paraste giganti di ordine dorico, e gli elementi dei capitelli e delle basi delle colonne e delle paraste sono in pietra di Nanto.
- Villa Benvenuti. Nel XVI secolo Alvise Cornaro - un mecenate veneziano con notevoli interessi per l'architettura - ereditò un colle sopra la città di Este e vi fece costruire una Villa per potervi soggiornare e trascorre le proprie giornate spesso in compagnia di Angelo Beolco, detto il Ruzante.[18] Intorno al 1840 tale Villa venne comprata da Adolfo Benvenuti, medico e patriota veneziano, a cui va attribuito il merito dell'ampliamento e dell'abbellimento del parco circostante. Inoltre, tra il 1879 e il 1880 ai piedi del parco emerse la necropoli i cui resti sono conservati presso il Museo Atestino di Este.[18] L'ultima proprietaria fu Beatrice Benvenuti e, in seguito al suo spostamento a Torino e al cessato utilizzo della Villa come collegio e ospizio per orfanelle, venne chiusa definitivamente e acquistata successivamente dalla Pia Casa di Ricovero (oggi conosciuta come Fondazione Santa Tecla).[18] Villa Benvenuti ha una pianta rettangolare con partizione mediana sopraelevata, coronata da un timpano rettangolare e ali simmetriche ai lati.[19] È possibile raggiungere il giardino della Villa ammirando l’Arco del Falconetto, chiamato così dal nome del suo costruttore Giovan Maria Falconetto. Esso è stato costruito in pietra di Nanto ed è composto da un grande fornice, un alto attico e alcune nicchie sui pilastri. Nonostante i danni dovuti agli agenti atmosferici, è possibile distinguere otto nicchie absidate con catini a conchiglia sui pilastri, due figure alate nella parte superiore e un mascherone che funge da chiave di volta.[20] Il giardino è uno dei più importanti siti archeologici della città atestina.[21] In particolare, la necropoli della Villa è collocata nella zona centrale dell’intera area cimiteriale tra la parte più meridionale dei Colli Euganei e il ramo dell’Adige che delimitava a nord l’abitato.[22] Tra il 1879 e il 1880 gli scavi archeologici che interessarono il giardino di villa Benvenuti portarono alla luce numerose tombe preromane risalenti alla civiltà dei Veneti Antichi. I reperti archeologici rinvenuti sono poi stati trasferiti al Museo Nazionale Atestino.[22] La Situla Benvenuti, considerata il capolavoro dell’arte atestina, conservata nel Museo e suo pezzo più celebre, fa parte del corredo della tomba “Benvenuti 26” ed è il principale reperto trovato nel giardino della Villa.[23] Essa, da aprile a novembre 2013, è stata ospitata all’interno della mostra “Venetkens, viaggio nella terra dei veneti antichi” presso il Palazzo della Ragione di Padova.[24] Nel 2011 i volontari dell'Associazione Scauteste Onlus, che si rifanno al movimento scout profondamente radicato nella città di Este, decisero di impegnarsi per il restauro e la riapertura della villa e del suo parco. Da allora sono stati fatti numerosi passi in avanti, nonostante le scarse risorse finanziarie disponibili: di rilevante significato in particolare il restauro delle Scuderie, della Foresteria e delle tre fontane che scendono fino all'arco di ingresso[25] Grazie ai lavori svolti da Scauteste Onlus oggi Villa Benvenuti viene aperta al pubblico in alcune occasioni, in particolare in concomitanza con la manifestazione florovivaistica della città atestina "Este in fiore", in cui viene data la possibilità di effettuare visite guidate del parco. L'area della pineta accoglie inoltre attività formative di educazione ambientale destinate ai gruppi giovanili scout e alle classi delle scuole del territorio.[25]
- Arco del Falconetto. In via Cappuccini sorge questo monumentale arco rinascimentale noto anche come Arco di villa Benvenuti, dal nome dell'ultimo proprietario. Realizzato nel 1525 da Giovanni Maria Falconetto per volere del ricco possidente veneziano Alvise Cornaro che qui a Este, nella sua dimora, aveva costituito un cenacolo di artisti e intellettuali fra i quali il commediografo padovano Angelo Beolco, detto il Ruzante, che intratteneva il pubblico con le sue rappresentazioni in lingua pavana.
- Collegio Vescovile, noto come Istituto di Istruzione Superiore "Atestino", è annesso alla chiesa di San Francesco. La struttura consiste in un edificio di pianta quadrata, all'interno della quale si trova un chiostro porticato al piano terra.

### Altre opere
- Monumento a Giuseppe Garibaldi, con medaglione in bronzo realizzato da Valentino Panciera Besarel (1890).[26]

## Società

### Evoluzione demografica
Abitanti censiti

### Etnie e minoranze straniere
Al 31 dicembre 2015 gli stranieri residenti nel comune sono 1 363, ovvero l'8,23% della popolazione. Di seguito sono riportati i gruppi più consistenti:
1. Macedonia del Nord, 295
2. Kosovo, 252
3. Romania, 201
4. Albania, 154
5. Marocco, 129
6. Ucraina, 93
7. Cina, 70
8. Moldavia, 20

## Cultura

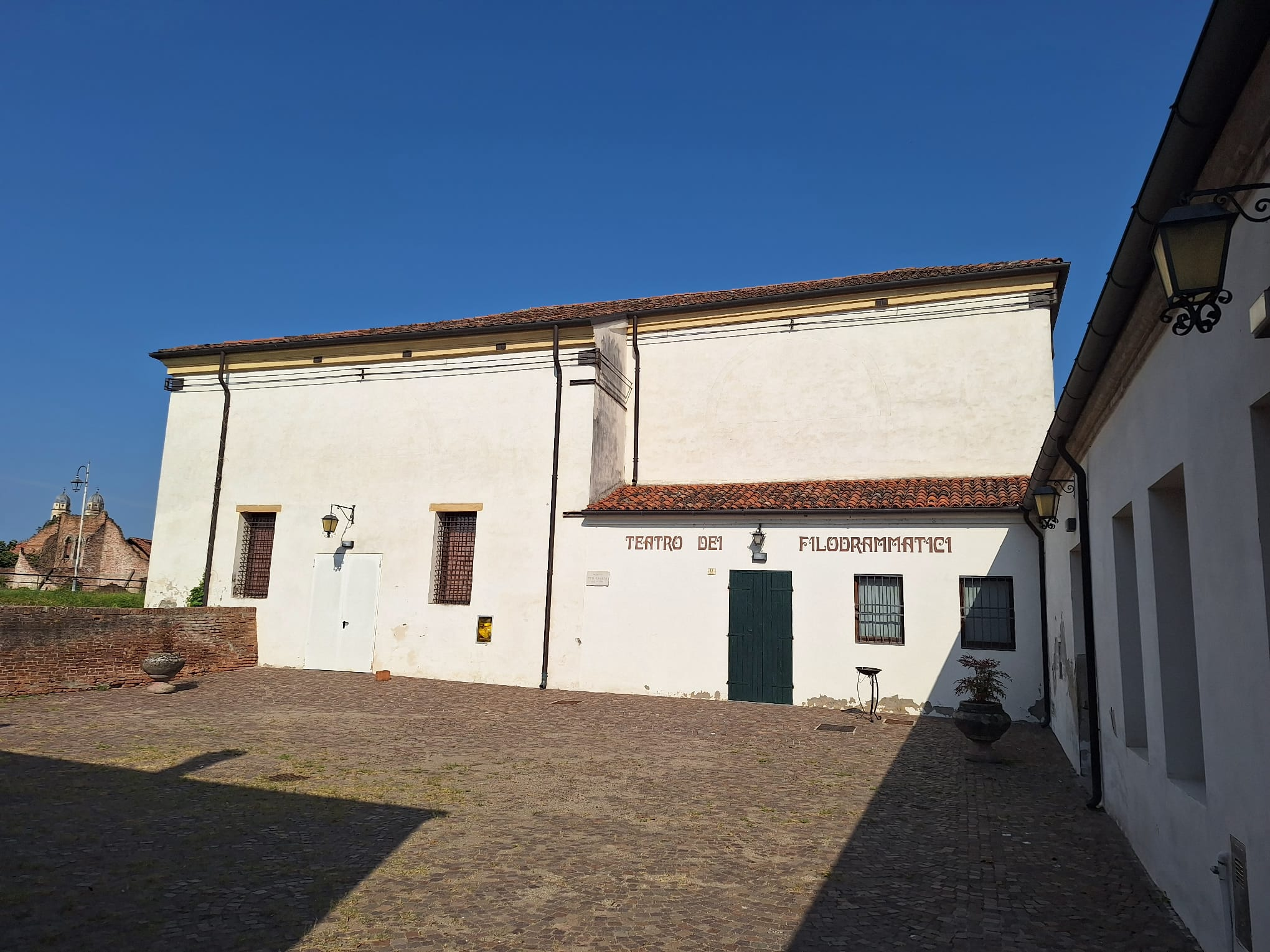
Teatro dei Filodrammatici

### Istruzione

#### Biblioteche
La città dispone della biblioteca civica "Contessa Ada Dolfin Boldù", che fa parte della Rete Bibliotecaria Provinciale Padovana.

### Teatro
Este dispone del teatro dei Filodrammatici e del cinema-teatro Farinelli.

### Eventi
"Este in fiore" viene organizzata per festeggiare il ritorno della primavera: tutta la città viene addobbata da piante e fiori di ogni tipo, che vengono anche messi in vendita. La manifestazione si svolge il terzo sabato e domenica del mese di aprile.
"Alla Corte degli Estensi", rievocazione storica iscritta al Registro Regionale delle Manifestazioni storiche di interesse locale e organizzata da Este Medievale, associazione storico culturale no profit che rende testimonianza degli antichi fasti del Casato d'Este. La festa si prefigge lo scopo di far conoscere e praticare la storia e la tecnica delle arti medievali, come arco storico, scherma antica, danza e fuoco. La manifestazione si svolge ogni anno, solitamente fine aprile, e coinvolge altre associazioni, quali Ferrara, Grottazzolina e Vàrpalota, facenti parte del Consorzio "Terre e Castelli Estensi".

## Economia
A Este sono presenti varie aziende legate al settore metalmeccanico, tra cui la filiale italiana di Komatsu Limited. Settore tradizionale è quello della ceramica.

## Infrastrutture e trasporti

### Strade
- A31 Valdastico, uscita Santa Margherita d'Adige
- Strada regionale 10 var Padana Inferiore
- Strada statale 10 Padana Inferiore

### Ferrovie
La stazione ferroviaria di Este, posta lungo la ferrovia Mantova-Monselice, è servita da corse regionali svolte da Trenitalia e Sistemi Territoriali nell'ambito del contratto di servizio stipulato con la Regione Veneto.
Fra il 1906 e il 1934 la città era servita da una linea tranviaria che dalla centrale piazza Vittorio Emanuele II (poi rinominata piazza Maggiore) conduceva alla stazione ferroviaria e, tramite una diramazione, alla stazione di Sant'Elena-Este, posta sulla ferrovia Padova-Bologna.

## Amministrazione

Il gonfalone comunale

### Sindaci dal 1946
| Nominativo                                           | Nominativo                                        | Partito / Coalizione                              | Periodo                                           | Elezione                                          |
| Sindaci eletti dal Consiglio comunale (1946-1995)    | Sindaci eletti dal Consiglio comunale (1946-1995) | Sindaci eletti dal Consiglio comunale (1946-1995) | Sindaci eletti dal Consiglio comunale (1946-1995) | Sindaci eletti dal Consiglio comunale (1946-1995) |
| ---------------------------------------------------- | ------------------------------------------------- | ------------------------------------------------- | ------------------------------------------------- | ------------------------------------------------- |
|                                                      | Antonio Guariento                                 | Democrazia Cristiana                              | 1946-1964                                         | 1946                                              |
| 1951                                                 | Antonio Guariento                                 | Democrazia Cristiana                              | 1946-1964                                         |                                                   |
| 1956                                                 | Antonio Guariento                                 | Democrazia Cristiana                              | 1946-1964                                         |                                                   |
| 1960                                                 | Antonio Guariento                                 | Democrazia Cristiana                              | 1946-1964                                         |                                                   |
|                                                      | Carlo Fracanzani                                  | Democrazia Cristiana                              | 1964-1970                                         | 1964                                              |
|                                                      | Giorgio Meneghini                                 | Democrazia Cristiana                              | 1970-1973                                         | 1970                                              |
|                                                      | Ilario Rossi                                      | Democrazia Cristiana                              | 1973-1975                                         | (1970)                                            |
|                                                      | Guido Bussi                                       | Democrazia Cristiana                              | 1975-1976                                         | 1975                                              |
|                                                      | Ilario Rossi                                      | Democrazia Cristiana                              | 1976-1980                                         | (1975)                                            |
|                                                      | Franco Greggio                                    | Democrazia Cristiana                              | 1980-1987                                         | 1980                                              |
| 1985                                                 | Franco Greggio                                    | Democrazia Cristiana                              | 1980-1987                                         |                                                   |
|                                                      | Gabriella Miatton                                 | Democrazia Cristiana                              | 1987-1993                                         | (1985)                                            |
| 1990                                                 | Gabriella Miatton                                 | Democrazia Cristiana                              | 1987-1993                                         |                                                   |
|                                                      | Giovanni Cappellari                               | Partito Liberale Italiano                         | 1993-1995                                         | (1990)                                            |
| Sindaci eletti direttamente dai cittadini (dal 1995) |                                                   |                                                   |                                                   |                                                   |
|                                                      | Fabio Toso                                        | Grande coalizione                                 | 1995-1996                                         | 1995                                              |
|                                                      | Luca Marchese (Commiss. straordinario)            | -                                                 | 1996-1997                                         | -                                                 |
|                                                      | Vanni Mengotto                                    | Centro-destra                                     | 1997-2006                                         | 1997                                              |
| 2001                                                 | Vanni Mengotto                                    | Centro-destra                                     | 1997-2006                                         |                                                   |
|                                                      | Giancarlo Piva                                    | Centro-sinistra                                   | 2006-2016                                         | 2006                                              |
| 2011                                                 | Giancarlo Piva                                    | Centro-sinistra                                   | 2006-2016                                         |                                                   |
|                                                      | Roberta Gallana                                   | Centro-destra                                     | 2016-2021                                         | 2016                                              |
|                                                      | Matteo Pajola                                     | Centro-sinistra                                   | 2021-in carica                                    | 2021                                              |

### Gemellaggi
- Fiume, dal 2004[33]
- Pertuis
- Leek
- Bad Windsheim
- Betlemme, dal 2006[34][35]
- Tapolca

Un patto di amicizia è stato siglato con Frederiksburg, Stati Uniti.

## Sport
La principale squadra di calcio della città, Associazione Calcio Este, dal 2005-2006 milita in serie D. 
È presente anche una società di Tchoukball: il Tchoukball Redentore Este ASD con due squadre, Knights e Templars, militanti nella serie B del campionato italiano.
Le altre squadre di calcio della città sono l'A.S.D. Deserto e il Redentore che militano in Terza Categoria.
Il rugby è rappresentato dall' Arieti Rugby Este ASD con la squadra seniores degli  Arieti militante nel campionato serie serie C regionale e un settore giovanile attivo nel mini rugby e nelle categorie juniores. Allenamenti e match casalinghi si svolgono al campo Augusteo sito nella macro area Salute-Pilastro in via Maganza.
L'altro sport di squadra è il tennis da tavolo, con il team ASD Tennistavolo '91 Paiuscato Este, militante nel campionato nazionale A1.

### Impianti sportivi
Nel quartiere Este Nuova, sono presenti vari impianti sportivi, come lo Stadio Nuovo, la Piscina Comunale e i campi da tennis del Tennis Club.